# زفر الکبیر
زفر الکبیر (به عربی: زفر الکبیر) یک روستا در سوریه است که در ناحیه ابوالظهور واقع شده‌است. زفر الکبیر ۴۴۴ نفر جمعیت دارد.